# Грундтвиг, Свен
Свен Херслеб Грундтвиг (дат. Svend Hersleb Grundtvig, 1824—1883) — датский историк литературы, этнограф, сын Н. Ф. С. Грундтвига. Один из первых исследователей датской народной музыки и фольклора, инициатор и редактор издания сборников датских и исландских баллад.

## Биография
Родился в семье священника и философа Н. Ф. С. Грундтвига. Отец уделял большое внимание образованию Свена, наняв ему домашних учителей для обучения латыни, датскому, исландскому и англосаксонским языкам, и лично преподавал ему скандинавскую мифологию, труды Саксона Грамматика и фольклор. Когда Свену было 14 лет, отец купил ему рукопись старинных баллад 1656 года издания, вызвавшую у мальчика интерес к истории датской народной музыки, который он сохранял на протяжении всей жизни.
Когда Свену исполнилось 19, отец направил его в Англию, где молодой человек работал в библиотеках в Лондона, Оксфорда и Эдинбурга, изучая рукописи английских и шотландских баллад, собранные в конце XVIII века. Вернувшись в Данию, Свен опубликовал переводы английских баллад на датский язык, после чего приступил к сбору и изучению датских народных сказок и баллад. В 1844 году Грундтвиг опубликовал своего рода «манифест» — призыв к датчанам записывать известные им народные песни и баллады и стал первым редактором многотомной антологии датского фольклора Danmarks Gamle Folkeviser. Грундтвиг также привлёк фарерского пастора и учёного В. Хаммерсхаимба к сбору баллад Фарерских островов. Собранный Хаммерсхаимбом материал Грундтвиг впоследствии редактировал совместно с Йоргеном Блохом, выпустив многотомную антологию фарерского фольклора Føroya kvæði: Corpus Carminum Færoensium (1876).
В 1854 году Грундтвиг расширил свою деятельность по сбору датского фольклора, создав общенациональную сеть сотрудников, результатом чего стало 3-томное издание «Датских воспоминаний» (дат. Danske Minder, 1854-61), а в 1876 году вышел первый из трех томов датских народных сказок — Danske Folkeæventyr.
В 1858 году Грундтвиг женился на Лауре Блох (1837—1891), дочери купца Георга Блоха. Через несколько лет после свадьбы из-за тяжелой болезни Лаура оказалась прикованной к инвалидной коляске.
Грундтвиг умер в 1883 году и похоронен на кладбище Фредериксберга. После кончины супруга Лаура Грундтвиг учредила стипендию (дат. Professor Svend Grundtvigs Legat) в размере 8000 крон для исследователей скандинавской филологии.

## Публикации
- Engelske og skotske folkeviser, 1842—1846
- Gamle danske minder i Folkemunde, 1854-61
- Danske Kæmpeviser, 1867
- Danske Folkeæventyr, 1876-83
- Danmarks Folkeviser i Udvalg, 1882